# Lukáš Adam (herec)
Lukáš Adam (* 6. října 1992 Rýmařov) je český herec a zpěvák. Účinkuje v Národním divadle Moravskoslezském, Divadle Na Fidlovačce, Divadle Kalich a hudebním divadle Karlín.
Pochází z Rýmařova. Studoval na konzervatoři v Ostravě i Praze. Jelikož mu v maturitním ročníku na Janáčkově konzervatoři v Ostravě nebylo dovoleno hostovat v divadlech, opustil ji.
Za hru Přízrak Londýna v Divadle Hybernia byl v širší nominaci na Cenu Thálie 2015. V roce 2013 natočil film Hany, který získal několik evropských festivalových cen včetně Ceny české filmové kritiky. Mezi jeho další role patří postava Henryho v muzikálu Fantom Londýna, za kterou získal cenu DIMF Award 2015, Jidáše Iškariotského v muzikálu Jesus Christ Superstar nebo Luigiho Lucheni v muzikálu Elisabeth.
Věnuje se také pohybovému divadlu a uměleckému přednesu, za který dostal v roce 2012 na festivalu Poděbradské dny poezie Cenu Českého rozhlasu. V roce 2014 se stal laureátem Ceny Vladimíra Justla a v roce 2015 také Ceny Nadačního fondu Františka Langera.